# Saint-Barthélemy (Morbihan)
Saint-Barthélemy település Franciaországban, Morbihan megyében. Lakosainak száma 1182 fő (2022. január 1.). Saint-Barthélemy Guénin, Baud, Quistinic, Melrand és Pluméliau-Bieuzy községekkel határos.

## Népesség
A település népessége az elmúlt években az alábbi módon változott:
| Lakosok száma | 1375 | 1188 | 1093 | 1110 | 1198 | 1191 | 1164 | 1160 | 1153 | 1182 |
|               | 1968 | 1982 | 1990 | 2006 | 2013 | 2015 | 2017 | 2019 | 2020 | 2022 |